# حسين بن زرق عينو
حسين بن زرق عينو هو باي قسنطينة وحاكم بايلك الشرق ضمن أيالة الجزائر في العهد العثماني. امتد حكمه بين سنتي 1754 و1756 ليخلفه فيما بعد أحمد باي بن علي القلي.